# Echinocardium
Echinocardium Gray, 1825 è un genere di ricci di mare appartenente alla famiglia Loveniidae.

## Tassonomia
Comprende le seguenti specie:
- Echinocardium australe Gray, 1855
- Echinocardium capense Mortensen, 1907
- Echinocardium connectens Mortensen, 1933
- Echinocardium cordatum (Pennant, 1777)
- Echinocardium fenauxi Péquignat, 1963
- Echinocardium flavescens (O.F. Müller, 1776)
- Echinocardium keiense Mortensen, 1950
- Echinocardium laevigaster A. Agassiz
- Echinocardium lymani (Lambert & Thiéry, 1924)
- Echinocardium mediterraneum (Forbes, 1844)
- Echinocardium meteorense Mironov, 2006
- Echinocardium mortenseni Thiéry, 1909
- Echinocardium pennatifidum Norman, 1868